# Torneo de Viña del Mar 2013

El Torneo de Viña del Mar (VTR Open) es un torneo de tenis que se juega en arcilla. El año 2010 retornó a Santiago de Chile, pero debido a la baja afluencia de espectadores, los organizadores decidieron trasladar el torneo nuevamente a Viña del Mar, luego del acuerdo que firmaron junto al municipio de esa ciudad. Corresponde a la 20° edición oficial del torneo. Se realizó entre el 2 y el 10 de febrero.

## Cabeza de serie

### Individuales masculinos
| Tenista              | Ranking | Preclasificado |
| Rafael Nadal         | 5       | 1              |
| Juan Mónaco          | 12      | 2              |
| Jérémy Chardy        | 25      | 3              |
| Pablo Andújar        | 45      | 4              |
| Albert Ramos         | 51      | 5              |
| Paolo Lorenzi        | 62      | 6              |
| Daniel Gimeno-Traver | 66      | 7              |
| Carlos Berlocq       | 69      | 8              |

### Dobles masculinos
| Tenista                               | Ranking | Preclasificado |
| Daniele Bracciali Marcelo Melo        | 41      | 1              |
| Dustin Brown Christopher Kas          | 99      | 2              |
| Juan Sebastián Cabal Santiago Giraldo | 110     | 3              |
| Olivier Marach Horacio Zeballos       | 117     | 4              |

## Campeones

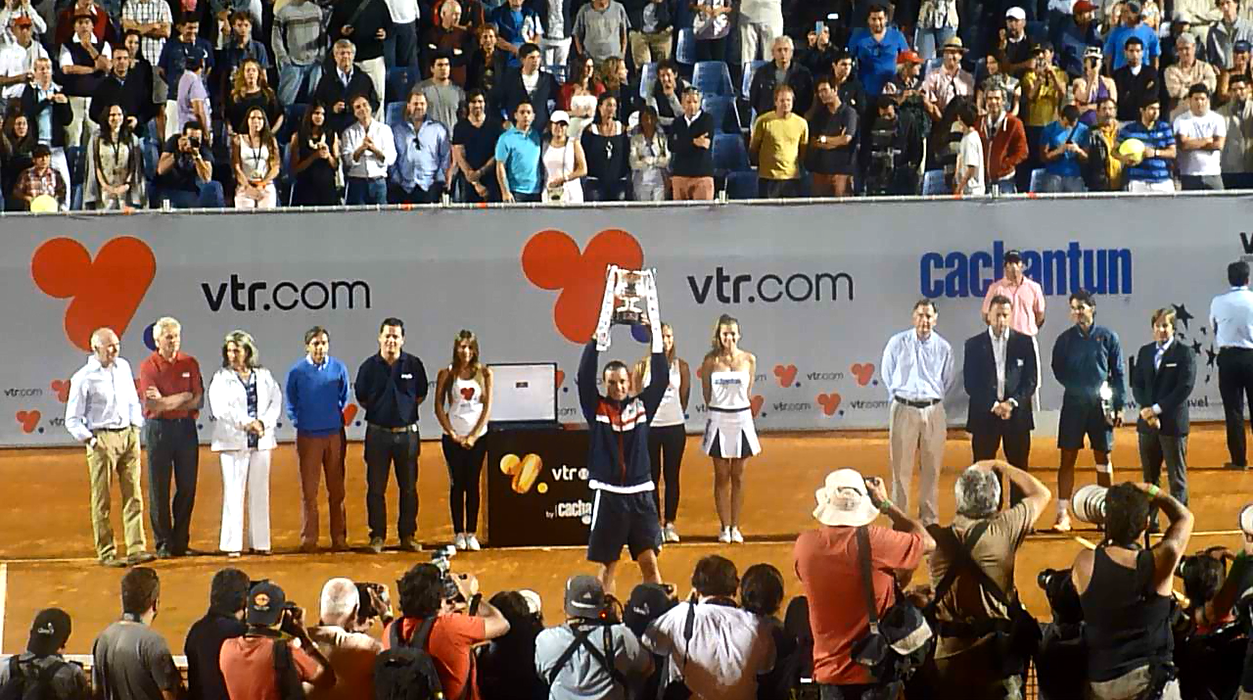
Horacio Zeballos levanta el título del torneo tras vencer a Rafael Nadal.

### Individuales masculino
Horacio Zeballos ganó a  Rafael Nadal (6-7, 7-6, 6-4)

### Dobles masculino
Paolo Lorenzi y  Potito Starace ganaron a  Juan Mónaco y  Rafael Nadal (6-2, 6-4)